# Passion selon saint Marc
La Passion selon saint Marc est une œuvre de Johann Sebastian Bach. Elle porte le no  BWV 247.

## Les exécutions
La Passion selon saint Marc fut créée à Leipzig en 1731, le Vendredi saint (23 mars 1731). Une version révisée a été donnée le Vendredi saint 1744, avec deux airs supplémentaires.

## Livret
Le livret est dû à Christian Friedrich Henrici (1700-1764), dit Picander, qui le publie aux pages 49-67 du troisième volume de ses œuvres poétiques : Picanders Ernst-Schertzhaffte und satÿrische Gedichte, dritter Theil (Leipzig : J. Th. Boeti, 1732).
L'œuvre est de dimension réduite (47 numéros) ; elle reprend les chapitres 14 et 15 de l'Évangile de Marc. La proportion des chorals (16 numéros sur 46) est importante (plus d'un tiers, alors qu'il y en moins d'un quart dans la Passion selon saint Matthieu).

## Le problème de la partition
La partition autographe est perdue. L'analyse tend à prouver que cette passion fut composée par le procédé de parodie musicale (à l'inverse des deux autres passions), principalement par la citation in extenso de la Trauer Ode (BWV 198) (« Ode funèbre » pour la reine de Pologne Eberhardine de Brandebourg-Bayreuth), Laß, Fürstin, laß noch einen Strahl et la réutilisation de deux arias de la cantate Widerstehe doch der Sünde (BWV 54). De plus, deux chœurs semblent avoir été réutilisés dans l'Oratorio de Noël.
À partir de ces éléments (airs, chœurs et chorals), plusieurs tentatives de reconstruction ont été faites en ajoutant une musique pour les éléments manquants : les récitatifs de l'évangéliste ou des autres personnages, les chœurs de la foule (turba) et l'harmonisation des chorals. La tonalité générale, de même, reste inconnue. La plupart de ces reconstructions reprend plus ou moins fidèlement les récitatifs de la Passion selon saint Marc de Reinhard Keiser (1674-1739), que Bach lui-même avait adaptée pour la donner à Weimar en 1713.

## Les reconstructions récentes

### Diethard Hellman(1964, 1976, 1999)
La reconstruction de Diethard Hellman, achevée en 1964, est uniquement basée sur des parodies de la Trauer-Ode. Une édition de 1976 ajoute des chœurs destinés à être utilisés avec une livraison parlée de l'Évangile. En 1999, Carus-Verlag a publié la reconstruction de Hellman avec de nouveaux airs et récitatifs composés par Johannes H. E. Koch (né en 1918).

### Andor Gomme(1997)
En 1997, Andor Gomme a édité chez Bärenreiter une reconstruction aussi basée sur la Trauer-Ode, avec des chœurs extraits des cantates 204, 216, 120 bis, et 54. Les récitatifs et turba chantés sont extraits de la Passion selon Saint Marc de Reinhard Keiser.

### Ton Koopman(1999)
En 1999, Ton Koopman a présenté une reconstruction complètement différente : elle s'appuie sur la cantate BWV 25 (pour le chœur d'ouverture) et BWV 179 (pour les autres chœurs).

### Jörn Boysen (2010)
En 2010, Jörn Boysen construit une nouvelle version, réutilisant les cantates BWV 55 et 198, composant les récitatifs, les chœurs de la foule et une aria. Cette version a été donnée en public aux Pays-Bas et en Allemagne en 2011 et 2012.

### Freddy Eichelberger (2015)
En 2015, une reconstruction par Laurent Guillo et Freddy Eichelberger, basée sur la cantate BWV 198/1, /3, /5, /8 et /11, reprend aussi deux airs des cantates BWV 54/1, 52/5, 63/3, 82/5, 245a/1 et les chorals BWV 331, 244/32, 159/5, 161/6, 80/8, 20/7, 369, 178/7, 139/6 et 244/44. Les chorals restants et les récitatifs sont composés par F. Eichelberger. Elle a été donnée en 2015 et en 2017 par Le Concert Étranger, dir. Itay Jedlin, et le 8 juin 2025 par l'Ensemble Baroque de Toulouse, dir. Michel Brun, avec Freddy Eichelberger au clavecin. Cette reconstruction est la première à utiliser le livret de 1744, qui contient deux airs supplémentaires par rapport à celui de 1731.

### Robert Koolstra (2017)
Une autre version basée sur la cantate BWV 198 a été faite par le Néerlandais Robert Koolstra et donnée à plusieurs reprises aux Pays-Bas en mars 2017. Elle utilise aussi le livret de 1744.